# Cromne
Cromne (en latin, Cromnum ; en grec, Κρῶμνα) est une ancienne ville grecque de Paphlagonie, au Sud de Mégalopolis.

## Histoire
Elle est mentionnée par Homère dans le Catalogue des Troyens comme une partie du territoire régie par Pylémène. 
Apollonios de Rhodes cite la ville dans le voyage des Argonautes à Colchide.
Strabon, quant-à lui, identifie la ville avec Amastris. 
En 364 av. J.-C., les Arcadiens y vainquent le roi de Sparte Archidamus.